# THE GENERATION ～兩人的唇～
《THE GENERATION ～兩人的唇～》（日语：THE GENERATION〜ふたつの唇〜）為日本音樂團體EXILE（放浪兄弟）的第32張單曲。2009年11月11日於日本發行。

## 解說
- 新生EXILE的第3張單曲。「兩人的唇」的音樂錄影帶，全成員演出其中警察官的角色。
- 初回盤有特殊紙盒樣式。

## 發行版本
- CD ONLY
- CD+DVD

## 曲目

### CD
1. 兩人的唇（日语：ふたつの唇） 
作詞：松尾潔 / 作曲・編曲：Jin Nakamura
2 Vocal
富士電視台月9連續劇「東京DOGS」主題歌
索尼愛立信「au BRAVIA(R) Phone U1」廣告曲
2. SHOOTING STAR
作詞：Kenn Kato / 作曲：ERIK LIDBOM / 編曲：BACHLOGIC, ERIK LIDBOM
2 Vocal
日本電視台「FIVB World Grand Champions Cup 2009」形象曲
3. Someday -House Mix-
作詞：ATSUSHI / 作曲：miwa furuse / 編曲：DJ KAYA (UNITED COLORS), Ayumu Ogawa (UNITED COLORS)
日本電視台「EXILE GENERATION」片尾曲
與30th單曲「Someday」的版本不同。
4. ROCK THE BEAT
作曲・編曲：Ken Harada
富士電視台月9連續劇「東京DOGS插入曲
5. ふたつの唇 兩人的唇 (Instrumental)
6. SHOOTING STAR (Instrumental)
7. Someday -House Mix- (Instrumental)

### DVD
1. 兩人的唇（日语：ふたつの唇）  (Video Clip)

## 備註
1. 1 2  . Oricon. 2009  [2013-01-19]. （原始内容存档于2013-05-06） （日语）.
2. ↑  . Musicman-NET. 2012-08-02  [2013-01-19]. （原始内容存档于2012-09-04） （日语）.

## 外部連結
（日語）THE GENERATION〜ふたつの唇〜 日文特設網站